# South Friar's Bay
South Friar's Bay (hrv. Južni fratarski zaljev) je zaljev u župi Saint George Basseterre, otok Sveti Kristofor, u Svetom Kristoforu i Nevisu. To je jedan od dva zaljeva koji se protežu duž obale prevlake koja povezuje jugoistočni poluotok s ostatkom otoka. Zaljev je okrenut prema Karipskom moru. Na pješčanoj plaži su 2 restorana: Carambola Beach Club i Shipwreck Bar & Grill.
Duži je od svog sjevernog susjeda (North Friar's Bay). Najbliže su dvije obale udaljene manje od jednog kilometra.

## Vanjske poveznice
|  | Zajednički poslužitelj ima još gradiva o temi South Friar's Bay |